# Złożona kwasica malonowa i metylomalonowa
Złożona kwasica malonowa i metylomalonowa, złożona acyduria malonowa i metylomalonowa, CMAMMA (od ang. combined malonic and methylmalonic aciduria) – dziedziczna choroba metaboliczna charakteryzująca się podwyższonym poziomem kwasu malonowego i metylomalonowego. Jednak poziomy kwasu metylomalonowego przewyższają poziomy kwasu malonowego. CMAMMA to nie tylko kwasica organiczna, ale także defekt mitochondrialnej syntezy kwasów tłuszczowych (mtFASII). Niektórzy badacze wysunęli hipotezę, że CMAMMA może być jedną z najczęstszych form kwasicy metylomalonowej, a być może jedną z najczęstszych wrodzonych błędów metabolizmu. Ze względu na rzadkie diagnozowanie, najczęściej pozostaje niewykryta.

## Objawy i oznaki
Fenotypy kliniczne CMAMMA są wysoce heterogenne i wahają się od bezobjawowych, łagodnych do ciężkich objawów. Patofizjologia leżąca u podstaw choroby nie jest jeszcze poznana. W literaturze opisywane są następujące objawy:
- kwasica metaboliczna[2][7][8]
- śpiączka[4][3]
- hipoglikemia[4][2][3]
- napady[4][2][7][8]
- choroba przewodu pokarmowego[7][8]
- opóźnienie rozwoju[4][7][8]
- opóźnienie mowy[1][4][6]
- brak rozwoju[4]
- choroba psychiczna[4]
- problemy z pamięcią[4]
- spadek funkcji poznawczych[4]
- encefalopatia[6]
- kardiomiopatia[2][7][8]
- cechy dysmorficzne[7][8]

Gdy pierwsze objawy pojawiają się w dzieciństwie, są to raczej pośrednie zaburzenia metaboliczne, natomiast u dorosłych są to zwykle objawy neurologiczne.

## Przyczyny
CMAMMA jest wrodzonym, autosomalnym recesywnym zaburzeniem metabolicznym, powodującym niedobór mitochondrialnego enzymu członka rodziny syntetazy acylo-CoA 3 (od ang. acyl-CoA synthetase family member 3, ACSF3). Gen ACSF3 znajduje się na chromosomie 16, w locus q24.3, składa się z 11 eksonów i koduje białko o masie 576 aminokwasów. CMAMMA może być spowodowana homozygotycznymi lub złożonymi heterozygotycznymi wariantami mutacji w genie ACSF3. Na podstawie częstotliwości występowania alleli drugorzędowych (MAF) można przewidzieć chorobowość CMAMMA na poziomie ~ 1: 30 000.

## Patofizjologia
ACSF3 koduje syntetazę acylo-CoA, która jest zlokalizowana w mitochondriach i ma wysoką specyficzność dla kwasu malonowego i metylomalonowego. Jest ona odpowiedzialna jako syntetaza malonylo-CoA za konwersję kwasu malonowego do malonylo-CoA i jako syntetaza metylomalonylo-CoA za konwersję kwasu metylomalonowego do metylomalonylo-CoA. 

Schematyczny przegląd patofizjologii CMAMMA

### Wada mitochondrialnej syntezy kwasów tłuszczowych (mtFASII)
ACSF3, pełniąc funkcję syntetazy malonylo-CoA, katalizuje konwersję kwasu malonowego do malonylo-CoA, co jest pierwszym etapem mitochondrialnej syntezy kwasów tłuszczowych (mtFASII). Synteza mtFASII - której nie należy mylić z lepiej znaną syntezą kwasów tłuszczowych (FASI) w cytoplazmie - odgrywa ważną rolę w regulacji metabolizmu energetycznego oraz w procesach sygnalizacyjnych, w których pośredniczą lipidy.
Niedobór ACSF3 w CMAMMA prowadzi do akumulacji kwasu malonowego i mitochondrialnego niedoboru malonylo-CoA. Podczas gdy kwas malonowy konkurencyjnie hamuje kompleks II i ma działanie cytotoksyczne, niedobór substratu malonylo-CoA z kolei prowadzi do zmniejszonej malonylacji białek mitochondrialnych, co wpływa na aktywność enzymów metabolicznych i zmienia metabolizm komórkowy. Zapotrzebowanie na malonylo-CoA może być jednak nadal częściowo zaspokajane przez enzym mtACC1, mitochondrialną izoformę karboksylazy acetylo-CoA 1 (ACC1), co wyjaśnia szeroki fenotyp kliniczny CMAMMA. Niedobory produktów pośrednich mogą być kontynuowane do głównego produktu mtFASII, oktanoilo-ACP, który jest wymagany jako substrat wyjściowy do biosyntezy kwasu liponowego, do montażu kompleksów fosforylacji oksydacyjnej i jako endogenny substrat do β-oksydacji.

## Diagnoza
Ze względu na szeroki zakres objawów klinicznych i w dużej mierze prześlizgiwanie się przez programy badań przesiewowych noworodków, uważa się, że CMAMMA jest schorzeniem słabo rozpoznawanym.

### Programy badań przesiewowych noworodków
Ponieważ CMAMMA spowodowana przez ACSF3 nie powoduje nagromadzenia metylomalonylo-CoA, malonylo-CoA lub propionyl-CoA, ani też nie są widoczne nieprawidłowości w profilu acylokarnitynowym, CMAMMA nie jest wykrywana przez standardowe programy badań przesiewowych noworodków na podstawie krwi.
Szczególnym przypadkiem jest prowincja Quebec, w której oprócz badania krwi wykonuje się również badanie moczu w 21. dniu po urodzeniu w ramach Quebec Neonatal Blood and Urine Screening Program, choć prawdopodobnie nie u wszystkich osób z CMAMMA zostanie ono wykryte.

### Rutynowe i biochemiczne badania laboratoryjne
Obliczając stosunek kwasu malonowego do kwasu metylomalonowego w osoczu, można wyraźnie odróżnić CMAMMA od klasycznej kwasicy metylomalonowej. Dotyczy to zarówno osób reagujących na witaminę B12, jak i niereagujących na nią w kwasicy metylomalonowej. Zastosowanie wartości kwasu malonowego i metylomalonowego z moczu nie jest odpowiednie do obliczenia tego stosunku.
W CMAMMA z powodu ACSF3 poziom kwasu metyloamonowego przewyższa poziom kwasu malonowego. Natomiast w CMAMMA spowodowanym niedoborem dekarboksylazy malonylo-CoA jest odwrotnie.

### Molekularne testy genetyczne
Ostateczna diagnoza jest potwierdzana przez molekularne testy genetyczne, jeśli w genie ACSF3 zostaną znalezione bialleliczne warianty patogenne. Istnieją specyficzne panele wielogenowe dla kwasicy metylomalonowej, ale poszczególne badane geny mogą się różnić w zależności od laboratorium i mogą być dostosowane przez lekarza do indywidualnego fenotypu.
Rozszerzone badania przesiewowe nosicielstwa (ECS) w trakcie leczenia niepłodności mogą również zidentyfikować nosicieli mutacji w genie ACSF3.

## Badania
W 1984 r. po raz pierwszy w badaniu naukowym opisano CMAMMA z powodu niedoboru dekarboksylazy malonylo-CoA. Dalsze badania nad tą formą CMAMMA trwały do 1994 r., kiedy to odkryto inną formę CMAMMA z prawidłową aktywnością dekarboksylazy malonylo-CoA. W 2011 r. badania genetyczne poprzez sekwencjonowanie egzomu zidentyfikowały gen ACSF3 jako przyczynę CMAMMA z prawidłową dekarboksylazą malonylo-CoA. W badaniu opublikowanym w 2016 r. obliczenie stosunku kwasu malonowego do kwasu metylomalonowego w osoczu dało nową możliwość szybkiej diagnostyki metabolicznej CMAMMA.
The Quebec Neonatal Blood and Urine Screening Program sprawia, że prowincja Quebec jest interesująca dla badań nad CMAMMA, ponieważ reprezentuje jedyną kohortę pacjentów na świecie bez uprzedzeń selekcyjnych. W latach 1975-2010 przebadano w ten sposób około 2 695 000 noworodków, u których wykryto 3 przypadki CMAMMA. [Jednak w oparciu o ten niższy wskaźnik wykrywalności w stosunku do przewidywanego wskaźnika na podstawie częstotliwości heterozygotycznych, prawdopodobne jest, że nie wszystkie noworodki z tym fenotypem biochemicznym zostały wykryte przez program badań przesiewowych. W badaniu z 2019 r. zidentyfikowano aż 25 pacjentów z CMAMMA w prowincji Quebec. Wszyscy, z wyjątkiem jednego, zwrócili uwagę kliniczną dzięki Prowincjonalnemu Programowi Badań Przesiewowych Moczu Noworodków, 20 z nich bezpośrednio, a 4 po zdiagnozowaniu starszego rodzeństwa.

## Seria fenotypów
Następujące choroby również charakteryzują się biochemicznie podwyższonym poziomem kwasu malonowego i metylomalonowego:
- kwasomocz malonowy(inne języki)[15]
- autosomalne recesywne zaburzenie rozwoju intelektualnego 69[15]